# Giovanni Brambilla
Giovanni Brambilla (Milano, 14 giugno 1910 – Milano, 19 maggio 1994) è stato un politico, sindacalista e partigiano italiano.

## Biografia
Operaio e sindacalista, arrestato per attività antifascista nel 1936, viene confinato alle isole Tremiti e a Ventotene, partecipa all’organizzazione degli scioperi del marzo 1943. Da partigiano ha il nome di battaglia "Conti". 
Nel dopoguerra è segretario generale della Fiom provinciale milanese, dal 1949 entra nella segreteria provinciale della Camera del lavoro di Milano e nel 1960 diventa segretario responsabile della CGIL regionale della Lombardia, carica che mantiene per tre anni. 
Impegnato politicamente con il Partito Comunista Italiano, è vicesegretario della Federazione provinciale di Milano; viene eletto al Senato nel 1963, confermando il seggio anche dopo le elezioni del 1968. Termina il proprio mandato parlamentare nel 1972.